# Los Aviones
Los Aviones är en ort i Mexiko.   Den ligger i kommunen Villa Victoria och delstaten Mexiko, i den sydöstra delen av landet, 100 km väster om huvudstaden Mexico City. Los Aviones ligger 2 749 meter över havet och antalet invånare är 142.
Terrängen runt Los Aviones är kuperad åt sydväst, men åt nordost är den platt. Terrängen runt Los Aviones sluttar österut. Runt Los Aviones är det ganska tätbefolkat, med 144 invånare per kvadratkilometer. Närmaste större samhälle är Villa Victoria, 14,2 km sydost om Los Aviones. I omgivningarna runt Los Aviones växer huvudsakligen savannskog.